# 22 травня
22 травня — 142-й день року (143-й у високосні роки) в григоріанському календарі. До кінця року залишається 223 дні.

## Свята і пам'ятні дні

### Міжнародні
- ООН: Міжнародний день біологічного різноманіття
- Всесвітній день готів.

### Національні
- Ємен: Національне свято Республіки Ємен. День Єменської єдності (1990)
- Шрі-Ланка: День Республіки.
- Киргизстан: День збройних сил.
- Гаїті: Національний день суверенітету.
- США:
  - Національний день моря.
  - День ванільного пудингу.

### Релігійні

#### Християнство
Католицька церква: довільний спомин св.Рити Кашійської, покровительки матерів, помічниці у безнадійних обставинах.
 Православна церква:
- Мученика Василіска.
- Пам’ять ІІ Вселенського собору.
- Мученика Іоана-Володимира, князя Сербського.

## Іменинники
✙ Православні: Іван, Володимир

## Події
- 1629 — імператор Священної Римської імперії Фердинанд II і король Данії Кристіан IV підписали Любекський договір, який припинив втручання Данії в Тридцятилітню війну.
- 1762 — Швеція та Пруссія підписали Гамбурзький договір.
- 1807 — велике журі висуває звинувачення колишньому віце-президенту Сполучених Штатів Аарону Берру у державній зраді.
- 1848 — на Мартиніці скасовано рабство.
- 1849 — Авраам Лінкольн отримав патент на конструкцію плаваючого сухого доку.

- 1861 — Тараса Шевченка перепоховано в Каневі на Чернечій горі.
- 1892 — доктор Вашингтон Шеффілд винайшов тюбик для зубної пасти.
- 1846 — у Нью-Йорку заснована інформаційна агенція «Associated Press».
- 1861 — відбулося перепоховання Тараса Шевченка на Чернечій горі над Дніпром у Каневі[3].
- 1906 — американські авіаконструктори брати Райт отримали патент на винайдений ними літак (випробований 1903 року).
- 1919 — У Києві в церкві святого Миколая відправили перше богослужіння українською мовою, через що цей день «неофіційно» став днем народження Української Автокефальної Православної Церкви.
- 1927 — поблизу Сініна, Китай, землетрус магнітудою 8,3 став причиною 200 000 смертей. Один із найбільш руйнівних землетрусів в історії.
- 1931 — розпочала свою діяльність Українська академія аграрних наук.
- 1936 — почався перший чемпіонат СРСР з футболу.
- 1939 — Гітлер та Муссоліні створили політичний та військовий альянс між Німеччиною та Італією (так званий «Сталевий пакт»).
- 1942 — Мексика вступає у Другу світову війну на боці союзників.
- 1960 — стався найсильніший у XX столітті землетрус силою 9,5 балів за шкалою Ріхтера — в Чилі.
- 1971 — відбувся виступ Анатолія Лупиноса біля пам'ятника Тарасові Шевченку в Києві й арешт промовця.
- 1972 — Вперше в історії лідер США Річард Ніксон прибув із візитом до СРСР.
- 1972 — Нова конституція змінила назву Цейлону на Республіку Шрі-Ланка.
- 1979 — похорон Володимира Івасюка на Личаківському цвинтарі у Львові, який вилився у масову акцію протесту.
- 1990 — Фірма «Microsoft» анонсувала вихід операційної системи Windows 3.0.
- 1995 — У Львові було створено Всеукраїнське педагогічне товариство імені Григорія Ващенка.
- 1995 — Астрономи Аманда Бош та Ендрю Ривкін виявили на фотографіях, які прислав телескоп «Габбл», два нові супутники на орбіті Сатурна.
- 1998 — у Києві на Аскольдовій могилі освятили греко-католицьку церкву святого Миколая.
- 2002 — у Празі відкрито Меморіал жертвам комунізму.
- 2009 — СБУ порушила кримінальну справу за фактом Геноциду в Україні 1932—1933 років (за ч. 1 ст. 442 Кримінального кодексу України — «Геноцид»).
- 2014
  - біля міста Волноваха стався напад бойовиків ДНР на блокпост української 51-ї механізованої бригади. 16 українських військовиків загинуло, 32 травмовано.
  - біля міста Рубіжне, внаслідок бою з проросійськими бойовиками, українська 30-та механізована бригада зазнала втрат і відступила. 3 українських військовиків загинуло, 7 поранено.

## Народились
Дивись також Категорія:Народились 22 травня
- 1773 — Гюбер Робер, французький художник.
- 1813 — Ріхард Ваґнер, німецький композитор.

- 1840 — Марко Кропивницький, український актор, режисер і драматург, з ім'ям якого пов'язане створення українського театру.
- 1859 — Артур Конан Дойл, англійський письменник, автор оповідань про Шерлока Голмса.
- 1879 — Іван Зілинський, український мовознавець, фольклорист, дослідник лемківських говірок, дійсний член НТШ.

- 1879 — Симон Петлюра, державний і військовий діяч, третій глава Української Народної Республіки (варіант — 23 травня).
- 1879 — Федір Кричевський, український художник і педагог, один з засновників і перший ректор української Академії образотворчого мистецтва.
- 1883 — Альфред Шаманек, начальник штабу УГА.
- 1907 — Лоуренс Олів'є, британський актор театру та кіно, режисер, продюсер, один з найвидатніших акторів XX століття.
- 1909 — Денис Квітковський, український історик, адвокат, публіцист, педагог, видавець, політичний та громадський діяч.
- 1919 — Микола Тарновський, український письменник.
- 1920 — Микола Гринько, український кіноактор.
- 1924 — Шарль Азнавур, французький співак-шансоньє та актор.
- 1925 — Жан Тенглі, швейцарський скульптор, один з лідерів кінетичного мистецтва, натхненного дадаїзмом.
- 1930 — Гарві Мілк, американський політик.
- 1941 — Микола Олялін, український кіноактор.
- 1945 — Юрій Рибчинський, український поет, драматург, сценарист, заслужений діяч мистецтв України.
- 1946 — Джордж Бест, північноірландський футболіст, володар «Золотого м'яча» 1968.
- 1948 — Євген Мартинов, композитор і співак.
- 1951 — Сергій Іванов, український кіноактор.
- 1970 — Наомі Кемпбелл, американська топ-модель і акторка.
- 1982 — Кшиштоф Зборовський, польський хокеїст.
- 1986 — Сергій Колосов, білоруський хокеїст.
- 1987 — Новак Джокович, сербський тенісист, перша ракетка світу.

## Померли
Дивись також Категорія:Померли 22 травня
- 337 — Костянтин І Великий, римський імператор, який підтримував християнство. Заснував нову столицю Римської імперії — Константинополь (нині — Стамбул; 280).
- 1616 — Токуґава Ієясу, засновник сьоґунату Едо.
- 1667 — Олександр VII, 237 папа римський з 7 квітня 1655 по 22 травня 1667.
- 1885 — Віктор Гюґо, національний поет Франції, реформатор французького вірша, творець романтичної драми, прозаїк, зачинатель і теоретик французького романтизму (*1802)
- 1873 — Алессандро Мандзоні, італійський письменник, поет, драматург, один із найвідоміших представників італійського романтизму.
- 1919 — Остап Нижанківський, український композитор, диригент, громадський діяч, розстріляний поляками без суду.
- 1948 — Євген Тимченко, український мовознавець-україніст, перекладач, академік АН УРСР.
- 1949 — Клаус Манн, німецький романіст, есеїст, драматург (*1906).
- 1967 — Джеймс Мерсер Ленгстон Г'юз, американський поет, прозаїк, драматург і колумніст.
- 2008 — Роберт Лінн Аспрін, американський автор творів наукової фантастики та фентезі.
- 2017 — Нікі Гейден, американський мотогонщик, чемпіон світу в класі MotoGP, у віці 35 років загинув під час велотренування в Італії, зіткнувшись із легковим авто